# Helplessly Hoping
Helplessly Hoping è una canzone del gruppo folk rock americano Crosby, Stills & Nash, ottavo brano del loro album di debutto Crosby, Stills & Nash (1969). 
Il brano, registrato negli Wally Heider Studios a Hollywood nel dicembre del 1968, era stato pubblicato anche come lato B del 45 giri Marrakesh Express / Helplessly Hoping Il 45 giri d'esordio raggiunse la 28ª posizione della Billboard Hot 100 nell'agosto successivo.
Nel 2018 questo brano fu inserito nella colonna sonora del film di Alex Garland Annihilation.

## Musicisti
- David Crosby –voce
- Stephen Stills –voce, chitarra acustica
- Graham Nash –voce